# Scalenus auricomus
Scalenus auricomus är en skalbaggsart som först beskrevs av Conrad Ritsema 1890.  Scalenus auricomus ingår i släktet Scalenus och familjen långhorningar. Inga underarter finns listade i Catalogue of Life.